# Клетката (сериал)
Клетката е българска криминална драма показваща действителността в затвора. Сюжетът проследява драматичната история на една силна смела жена, която в опита да спаси дъщеря си е изправена пред тежка морална дилема.

## Сезони
| Сезон | Сезон | ТВ канал | Година | Епизоди | Премиера     | Финал       | Излъчване            |
| ----- | ----- | -------- | ------ | ------- | ------------ | ----------- | -------------------- |
|       | 1     | NOVA     | 2023   | 12      | 29 септември | 22 декември | петък, 22:00 – 23:00 |
|       | 2     | NOVA     | 2025   | 12      | септември    | декември    |                      |

## Актьорски  състав
- Асен Блатечки – Димитър
- Гергана Данданова – Ина
- Мартин Димитров – Тодор
- Жаклин Дочева – София
- Яна Кузова – Велина
- Веселин Калановски – Бочев
- Димитън Баненкин – Алексиев
- Явор Ралинов – Валери
- Филип Гуляшки – Калоян
- Мира Бояджиева – Маргарита
- Иванка Шекерова – Милкана
- Маргарита Лъчезарова – Михаела
- Иван Горанов – Любомир
- Детелина Стойчева – Неда
- Веселин Петров – Горанов
- Юлиан Малинов – Владо
- Огнян Симеонов – Вицепрезидент
- Сияна Начева – Златна
- Силвия Станоева – Гюзел
- Камелия Хатиб – Шекри
- Рая Юрий Белева – Дария
- Айлин Бобева
- Боян Младенов – Мафиотски бос
- Иван Матев
- Дона Вълова
- Манол Герушин – Председател на комисия